# Cosmas van Prant

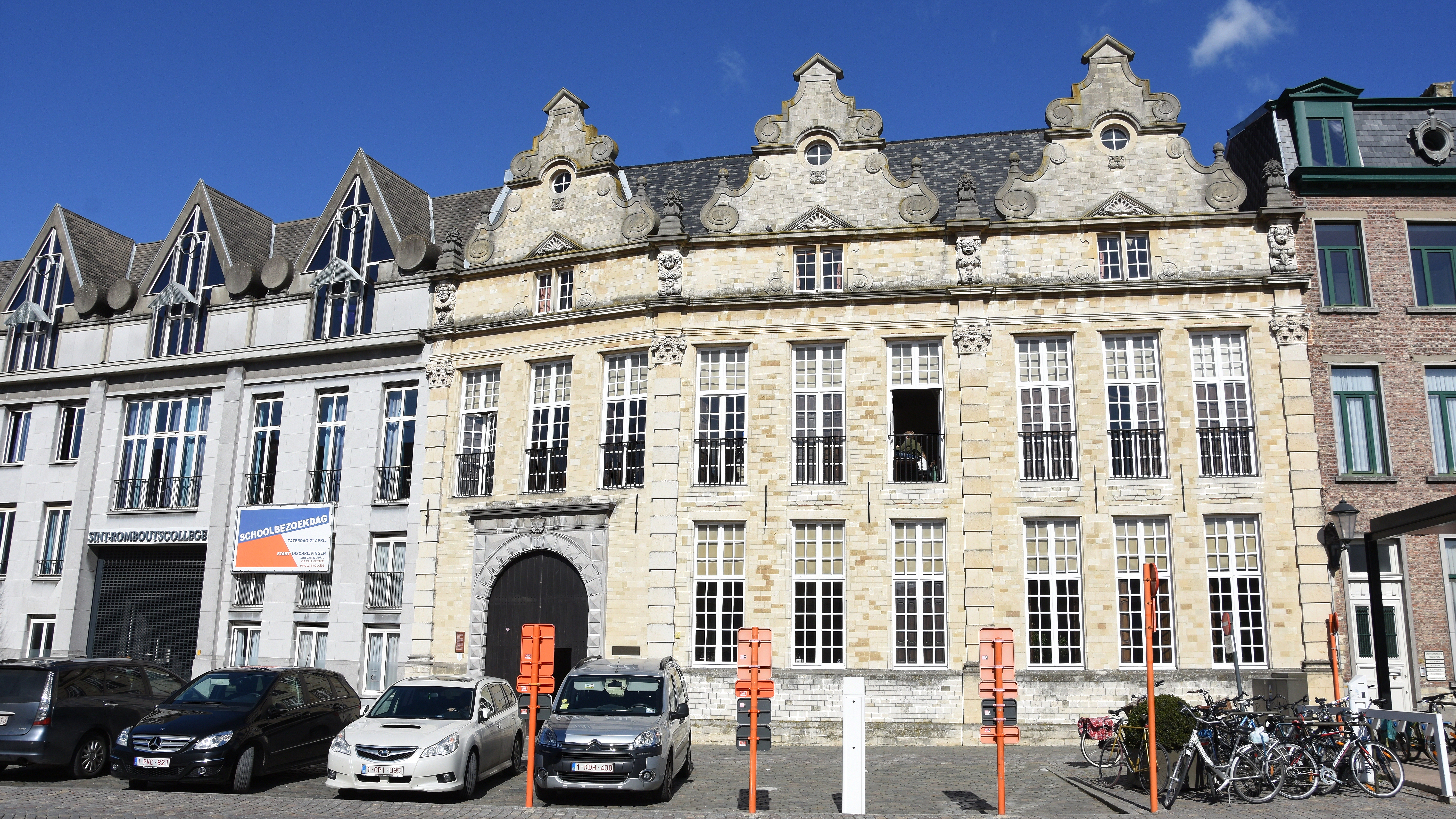
Het Hof van Prant (Mechelen)

Cosmas van Prant (? - 16 mei 1650) was tussen 1610 en 1636 achtmaal burgemeester van Mechelen. Hij was bovendien heer van Blaasveld en vanaf 1647 baron van Blaasveld. Hij maakte zich verdienstelijk bij de verdediging van Leuven tegen de Hollandse en Franse legers in 1635.
Hij was gehuwd met Margaretha van Horne en omdat het echtpaar geen kinderen had, werden zijn bezittingen nagelaten aan zijn nicht Agnès-Bernadine de Montmorency. Hij werd begraven in de kerk van Blaasveld, die hij had laten heropbouwen. Als burgemeester werd hij opgevolgd door Filips van Lathem, heer van Liefkenrode.
Aan de Mechelse Veemarkt liet hij een stadspaleis in barokstijl optrekken waarvan de drieledige gevel bewaard is en onderdeel uitmaakt van het Sint-Romboutscollege.